# Mathilde (musiker)
 For alternative betydninger, se Mathilde (flertydig). (Se også artikler, som begynder med Mathilde)
Mette Mathilde Bondo (født 30. januar 1956 i Odense) er en dansk sanger, musiker og komponist, kendt under navnet Mathilde. Hun er gift med Lasse Helner.
Hun sang og spillede violin med Hvalsøspillemændene i perioden 1973-75.
I 1975 debuterede hun som solist, med pladen Pigesind, med tekster af Tove Ditlevsen og musik af Lasse Helner.
Samarbejdet med Lasse Helner førte til dannelsen af duoen Lasse & Mathilde.
Tom Waits skrev sangen "Tom Traubert's Blues (Four Sheets To The Wind In Copenhagen)" efter at have mødt Mathilde i København i 1976.
Lange Lone som Kim Larsen synger om i "Østre Gasværk", er også baseret på Mathilde.
Mathilde komponerer musik til film og til egne udgivelser.

## Diskografi
- Pigesind (1975)
- Rødt & Hvidt (1) (1980-81)
- Rødt & Hvidt (2) (1980-81)
- Mathilde synger Julesalmer (1984)

### Lasse og Mathilde
- Lasse & Mathilde (1977)
- Her og Nær (1978)
- Fyn (1979)
- Små Giganter (1980)
- Fyn er fin (1980
- Maskebal (1982)
- Det er Nu – Det er Her (1987)
- Det lysner (1988)
- Varm Magi (i New Orleans) (1997)
- Fantasistykker (2000)
- Fyn er Fin Forever (compilation)
- Lasse & Mathilde 30 års jubilæumsudgivelse (2005)
- Spor af Piet Hein (2007)
- Alle de Bedste - 35 års jubilæumsudgivelse (2010)
- Verden Venter (2013)